# Simprulla
Simprulla Simon, 1901 è un genere di ragni appartenente alla famiglia Salticidae.

## Distribuzione
Le due specie oggi note di questo genere sono state rinvenute nelle Americhe, precisamente nell'areale compreso fra Panama e l'Argentina.

## Tassonomia
Considerato un sinonimo anteriore di Donatinus Chickering, 1946 a seguito di uno studio dell'aracnologa Galiano del 1964.
A giugno 2011, si compone di due specie:
- Simprulla argentina Mello-Leitão, 1940 — Argentina
- Simprulla nigricolor Simon, 1901[2] — da Panamá al Brasile

### Specie trasferite
- Simprulla secunda Soares & Camargo, 1948; trasferita al genere Proctonemesia Bauab & Soares, 1978, a seguito di un lavoro della Galiano del 1986[1].

### Sinonimie
- Simprulla nigra (Chickering, 1946); un lavoro dell'aracnologa Galiano del 1964 su questi esemplari ne ha ravvisato la sinonimia con S. nigricolor Simon, 1901[1].